# 博阿迪利亚德尔卡米诺
博阿迪利亚德尔卡米诺，是西班牙卡斯蒂利亚-莱昂帕伦西亚省的一个市镇。 总面积29平方公里，总人口175人（2001年），人口密度6人/平方公里。